# Танни, Робин
Робин Джессика Танни (англ. Robin Jessica Tunney; род. 19 июня 1972, Чикаго, Иллинойс, США) — американская актриса.

## Ранние годы
Танни родилась в Чикаго, штат Иллинойс, в семье продавца автомобилей и бармена. Родители Танни — ирландцы, её отец эмигрировал из Ирландии, а мать — дочь ирландских эмигрантов. В 1990 году она окончила школу Carl Sandburg High School и начала изучать актёрское мастерство в Chicago Academy for the Arts.

## Карьера
В 18 лет Танни переехала в Лос-Анджелес и начала сниматься на телевидении. В качестве приглашённой актрисы она сыграла в телесериалах «Закон и порядок», «Жизнь продолжается», а также появилась в роли Кит Кеннеди в телефильме «Джон Фицджеральд Кеннеди: Безрассудная юность». Её первой заметной ролью в кино стала роль подростка-самоубийцы в фильме «Магазин „Империя“», после этого она получила одну из главных ролей в фильме «Колдовство», где играли также Файруза Балк, Нив Кэмпбелл и Рэйчел Тру. Роль девушки-ведьмы в последнем фильме принесла ей приз MTV Movie Awards в номинации «Лучшая драка». 
В 1997 году, за роль в фильме Боба Госса «Ниагара, Ниагара», Танни получила приз Венецианского кинофестиваля как лучшая актриса. В 1999 году актриса сыграла невесту Сатаны в фильме «Конец света» с Арнольдом Шварценеггером, а в 2001 году за роль альпинистки в фильме «Вертикальный предел» была номинирована на премию Blockbuster Entertainment Award как лучшая актриса в фильме жанра экшн.  В 2006 году Танни получила приз Бостонского кинофестиваля за роль в драме «Открытое окно». 
В 2000 году Танни заняла 59-е место в списке ста самых красивых женщин мира по версии журнала Maxim.

## Личная жизнь
С 1995 по 2006 год Танни была замужем за продюсером и режиссёром Бобом Госсом.
С 25 декабря 2012 года Танни помолвлена с дизайнером интерьеров Никки Марметом. У пары есть двое детей — сын Оскар Холли Мармет (род. 23 июня 2016) и дочь Колетт Кэтлин Мармет (род. 8 января 2020).

## Избранная фильмография
| Год       |    | Русское название                         | Оригинальное название                       | Роль             |
| --------- | -- | ---------------------------------------- | ------------------------------------------- | ---------------- |
| 1991      | с  | «Жизнь продолжается»                     | Life Goes On                                | Мэри             |
| 1991      | тф | «Лягушки!»                               | Frogs!                                      | Ханна            |
| 1992      | тф | «Перри Мейсон: Дело безрассудного Ромео» | Perry Mason: The Case of the Reckless Romeo | Сандра Тёрнер    |
| 1992      | ф  | «Парень из Энсино»                       | Encino Man                                  | Элла             |
| 1993      | с  | «Безрассудная молодость»                 | J.F.K.: Reckless Youth                      | Кэтлин Кеннеди   |
| 1993      | с  |                                          | Cutters                                     | Дебора Харт      |
| 1993      | с  | «Как в кино»                             | Dream On                                    | Мэрибет          |
| 1994      | с  | «Закон и порядок»                        | Law & Order                                 | Джилл Темплтон   |
| 1995      | ф  | «Магазин „Империя“»                      | Empire Records                              | Дебра            |
| 1996      | тф | «Всадники полынных прерий»               | Riders of the Purple Sage                   | Элизабет Эрн     |
| 1996      | ф  | «Колдовство»                             | The Craft                                   | Сара Бейли       |
| 1997      | ф  | «Ниагара, Ниагара»                       | Niagara, Niagara                            | Марси            |
| 1997      | ф  | «Джулиан По»                             | Julian Po                                   | Сара             |
| 1998      | ф  | «Монтана»                                | Montana                                     | Китти            |
| 1998      | тф | «Жестокий город: Пули вершат правосудие» | Naked City: Justice with a Bullet           | Мерри Коффман    |
| 1999      | ф  | «Конец света»                            | End of Days                                 | Кристина Йорк    |
| 2000      | ф  | «Сверхновая»                             | Supernova                                   | Даника Лунд      |
| 2000      | ф  | «Вертикальный предел»                    | Vertical Limit                              | Энни Гарретт     |
| 2000      | ф  | «Хлеб и розы»                            | Bread and Roses                             | камео            |
| 2001      | ф  | «Исследуя секс»                          | Investigating Sex                           | Зоя              |
| 2002      | ф  | «Виртуальное шоу»                        | Cherish                                     | Зоя Адлер        |
| 2002      | ф  | «Тайная жизнь дантистов»                 | The Secret Lives of Dentists                | Лора             |
| 2003      | с  | «Сумеречная зона»                        | The Twilight Zone                           | Иди Дюрант       |
| 2003      | ф  | «Свадебная вечеринка»                    | The In-Laws                                 | Анжела Харрис    |
| 2004      | ф  | «Папарацци»                              | Paparazzi                                   | Эбби Ларами      |
| 2004      | ф  | «Тень страха»                            | Shadow of Fear                              | Уинн Френч       |
| 2004      | с  | Доктор Хаус                              | House                                       | Ребекка Адлер    |
| 2005      | ф  | «Зодиак»                                 | The Zodiac                                  | Лора Пэриш       |
| 2005      | ф  | «Побег»                                  | Runaway                                     | Карли            |
| 2006      | ф  | «Открытое окно»                          | Open Window                                 | Иззи Филдстон    |
| 2006      | ф  | «Премия Дарвина»                         | The Darwin Awards                           | Зоя              |
| 2005—2006 | с  | «Побег»                                  | Prison Break                                | Вероника Донован |
| 2006      | ф  | «Смерть Супермена»                       | Hollywoodland                               | Леонор Леммон    |
| 2008      | ф  | «Август»                                 | August                                      | Мелани Хэнсон    |
| 2008      | ф  | «Пылающая равнина»                       | The Burning Plain                           | Лора             |
| 2008      | тф | «Два мистера Киселя»                     | The Two Mr. Kissels                         | Нэнси Кишин      |
| 2009      | ф  | «Место пассажира»                        | Passenger Side                              | Тереза           |
| 2012      | ф  | «Найти своё счастье»                     | See Girl Run                                | Эмми             |
| 2008—2015 | с  | «Менталист»                              | The Mentalist                               | Тереза Лисбон    |
| 2015      | ф  | «Все мои американцы»                     | My All-American                             | Глория Стейнмарк |
| 2016      | с  | «Любовь»                                 | Love                                        | Уэйверли         |
| 2018      | ф  | «Зеркало»                                | Looking glass                               | Мэгги            |
| 2019      | с  | «Правосудие»                             | The Fix                                     | Майя Трэвис      |

## Награды и номинации
| Год  | Премия                           | Работа                | Категория                               | Результат |
| ---- | -------------------------------- | --------------------- | --------------------------------------- | --------- |
| 1997 | Кинонаграда MTV                  | «Колдовство»          | Лучший бой (вместе с Файрузой Балк)     | Победа    |
| 1997 | Венецианский кинофестиваль       | «Ниагара, Ниагара»    | Кубок Вольпи за лучшую женскую роль     | Победа    |
| 1999 | «Независимый дух»                | «Ниагара, Ниагара»    | Лучшая женская роль                     | Номинация |
| 2001 | Blockbuster Entertainment Awards | «Вертикальный предел» | Favorite Actress — Action               | Номинация |
| 2006 | Приз Бостонского кинофестиваля   | «Открытое окно»       | Лучшая актриса                          | Победа    |
| 2015 | People’s Choice                  | «Менталист»           | Лучшая телеактриса в криминальной драме | Номинация |